# Castello di Książ
Il castello di Książ (Schloss Fürstenstein in tedesco, Zamek Książ in polacco) è un castello situato nella regione storica della Slesia, poco lontano dalla città di Wałbrzych (ex Waldenburg), in Polonia. Venne costruito tra gli anni 1288-1292, durante il regno di Bolko il Severo. Sorge all'interno di una zona protetta chiamata Książański Park Krajobrazowy ed è oggi un'attrazione turistica del voivodato della Bassa Slesia.

## Storia
La fortificazione originale venne distrutta nel 1263 da Ottocaro II di Boemia. Bolko I di Schweidnitz (Bolko il Severo), duca di Świdnica (in tedesco Schweidnitz) e Jawor, costruì un nuovo castello tra il 1288 e il 1292. Il Duca Bolko II di Schweidnitz morì nel 1368 senza aver avuto eredi dalla moglie Agnese d'Asburgo. Dopo la sua morte, nel 1392, Re Venceslao IV di Boemia, Re dei Romani e di Boemia ottenne il castello. Nel 1401 Janko di Chotěmice fu il successore. I Boemi Ussiti occuparono il castello tra il 1428 e il 1429. Nell'anno 1464 Birka di Nasiedla ricevette il castello dalla Corona Boema. Egli lo vendette a Hans von Schellendorf. Questo secondo castello venne distrutto nel 1482 da Georg von Stein. Nel 1509 Konrad I da Hoberg acquisì la collina del castello. La famiglia Höchberg ne restò in possesso fino al 1941; tra gli ultimi a risiedervi della famiglia vi furono Hans Heinrich XV von Hochberg e la moglie Daisy Cornwallis-West, nota bellezza mondana dell'età edoardiana e i loro tre figli. 
Durante la seconda guerra mondiale, il castello divenne parte del Projekt Riese ("Progetto Gigante"), un progetto di sette complessi militari sotterranei voluto dal regime nazista e rimasto incompiuto, fino al 1945, quando venne occupato dall'Armata Rossa. Molti arredi sono andati oggi dispersi o distrutti. 
Alla fine dell'agosto 2015 due testimoni hanno comunicato alle autorità di Breslavia di avere ritrovato sotto il castello di Książ i vagoni di un vecchio treno con dei lingotti d'oro trafugati dai nazisti poco prima della fine della Seconda Guerra Mondiale. I reperti hanno un immenso valore economico in sé oltre che dal punto di vista storico e storiografico. La notizia però non ha avuto nessun seguito.

## Immagini del castello

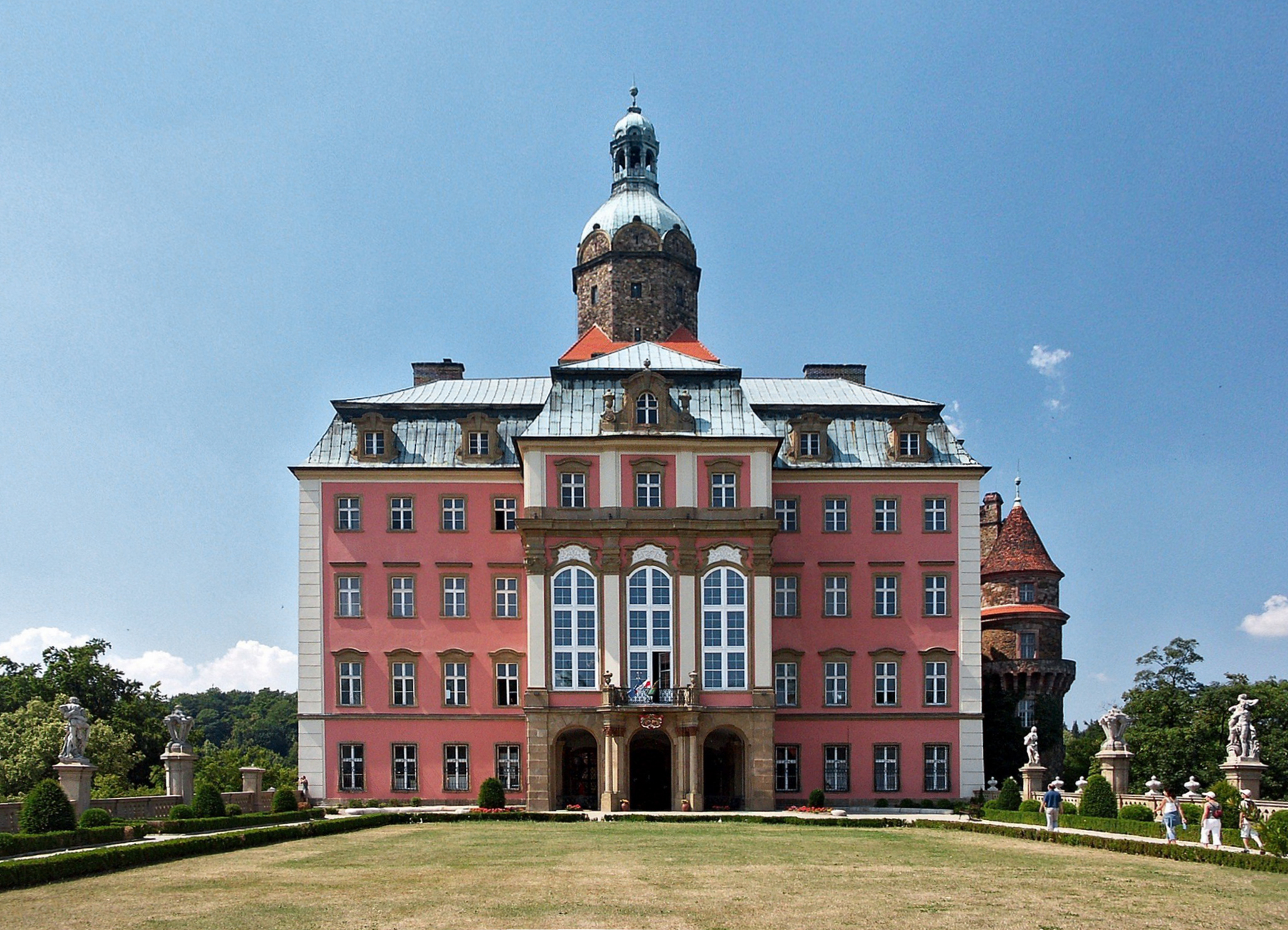
Facciata est
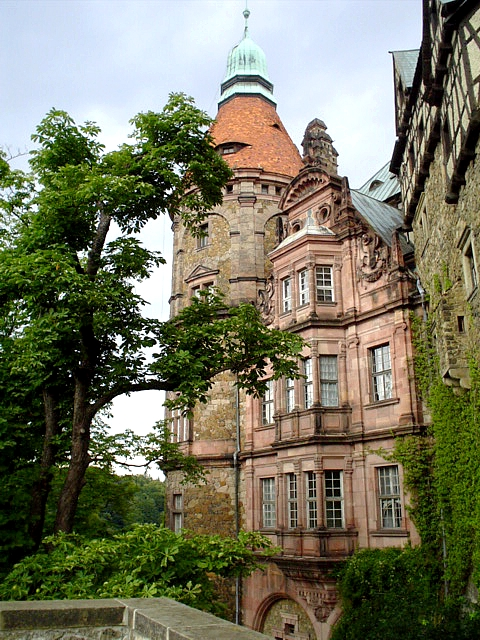
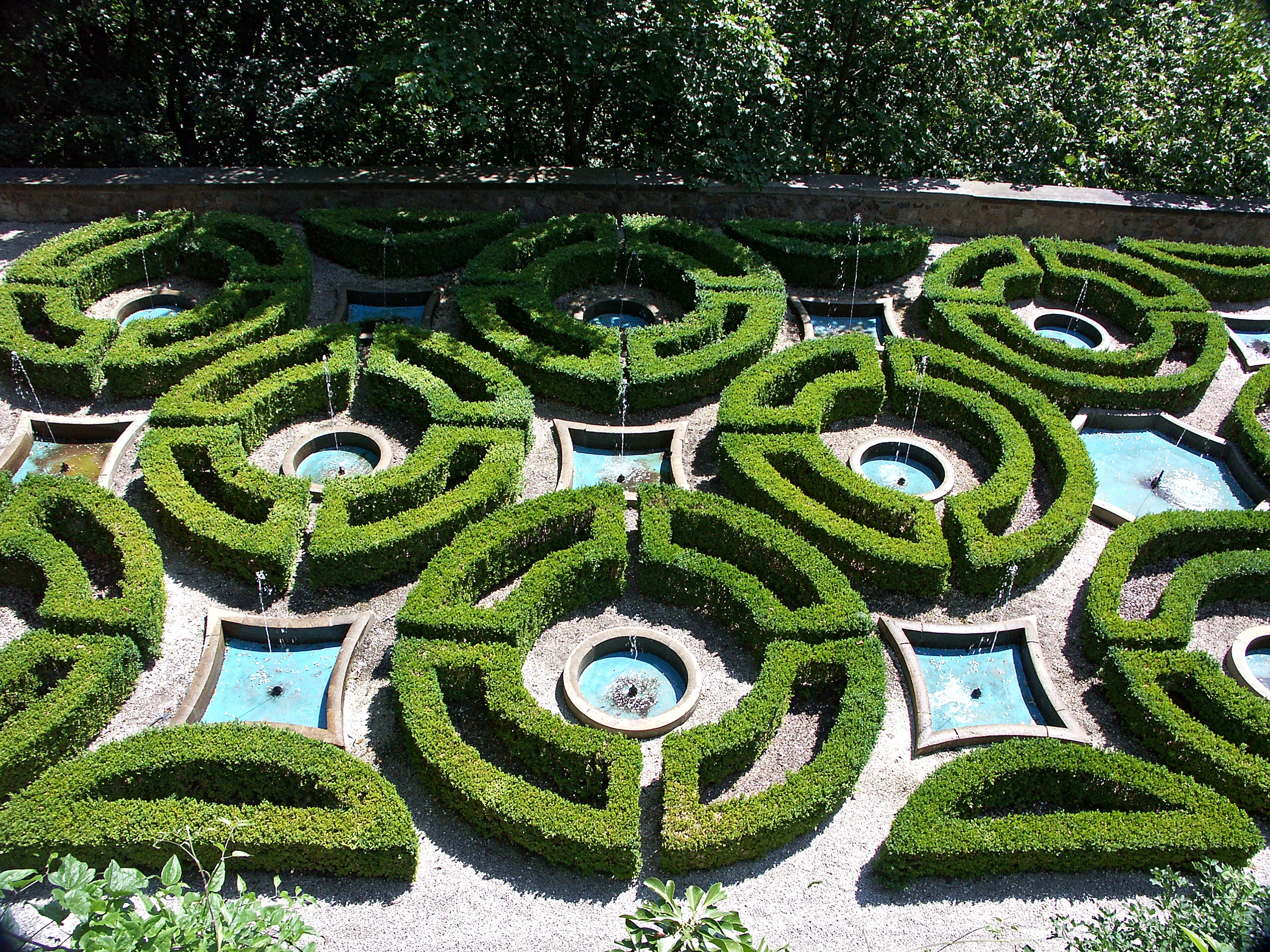
la Terrazza d'Acqua nei giardini
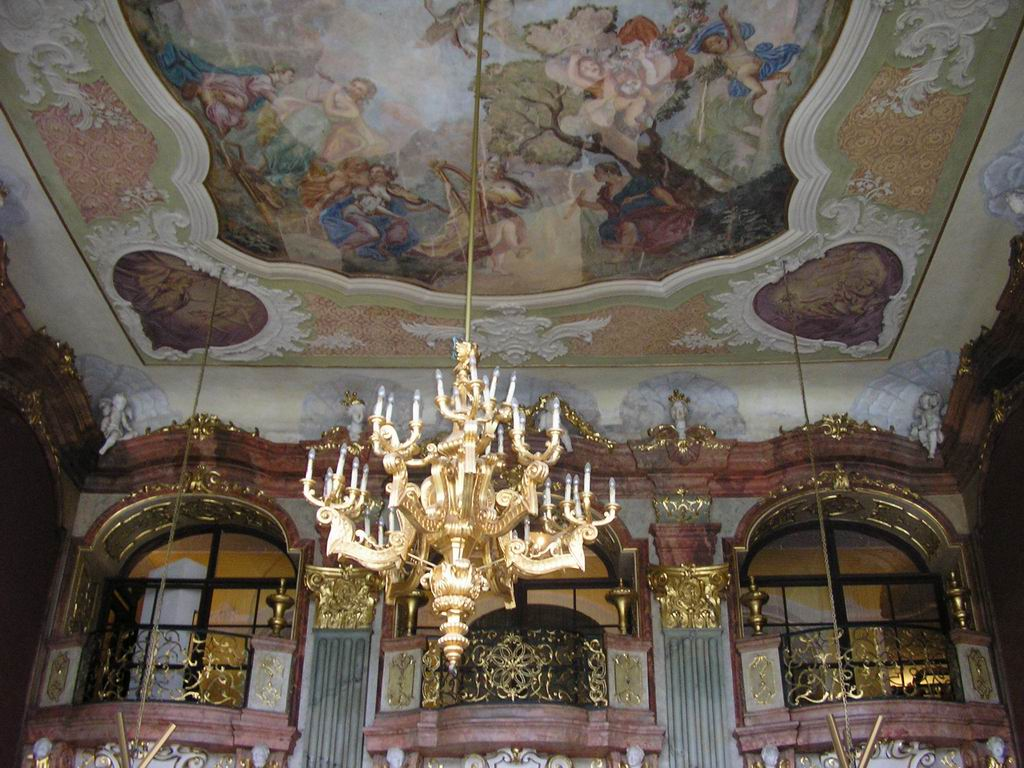
Sala Massimiliana
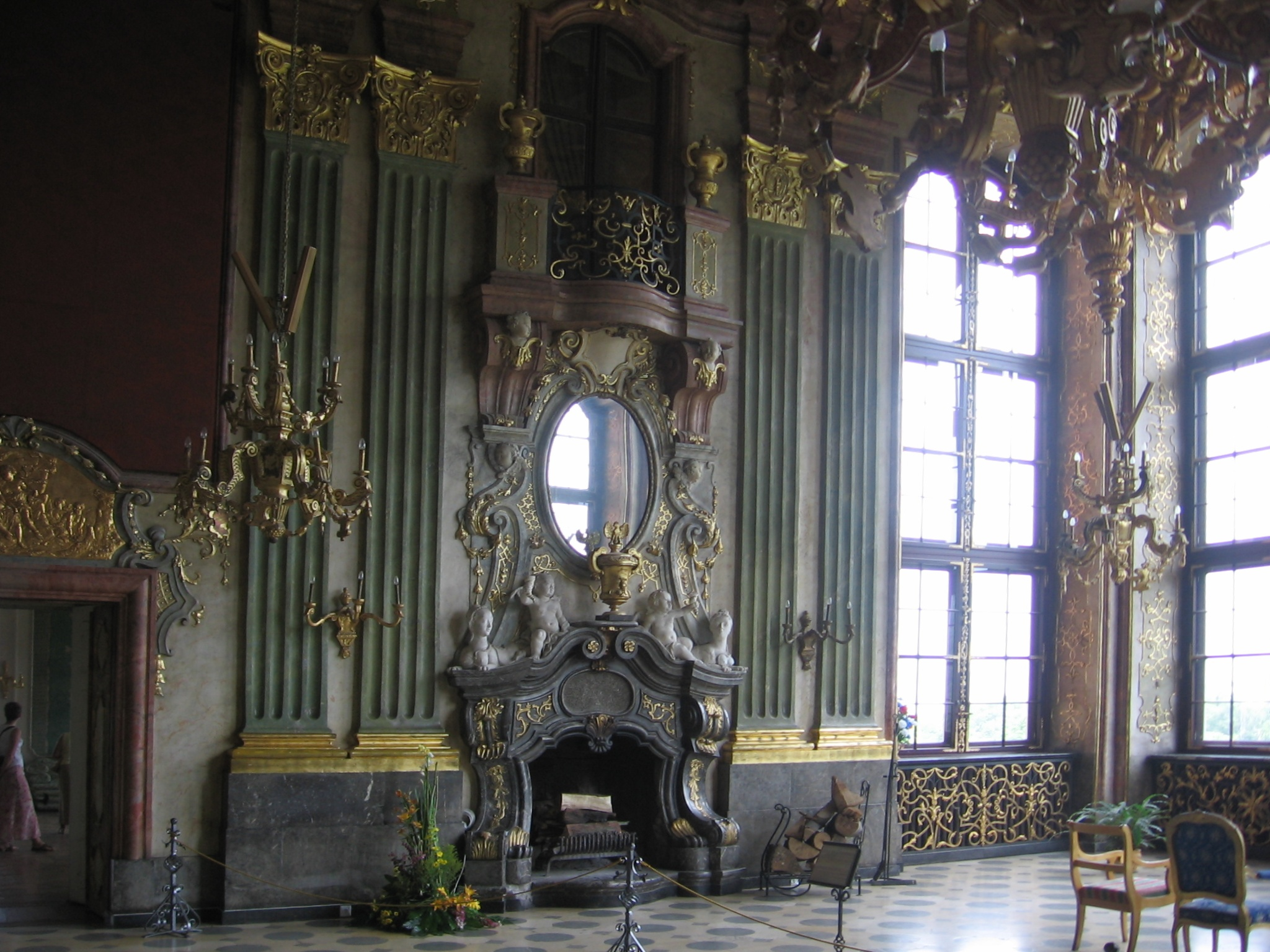
Sala Massimiliana
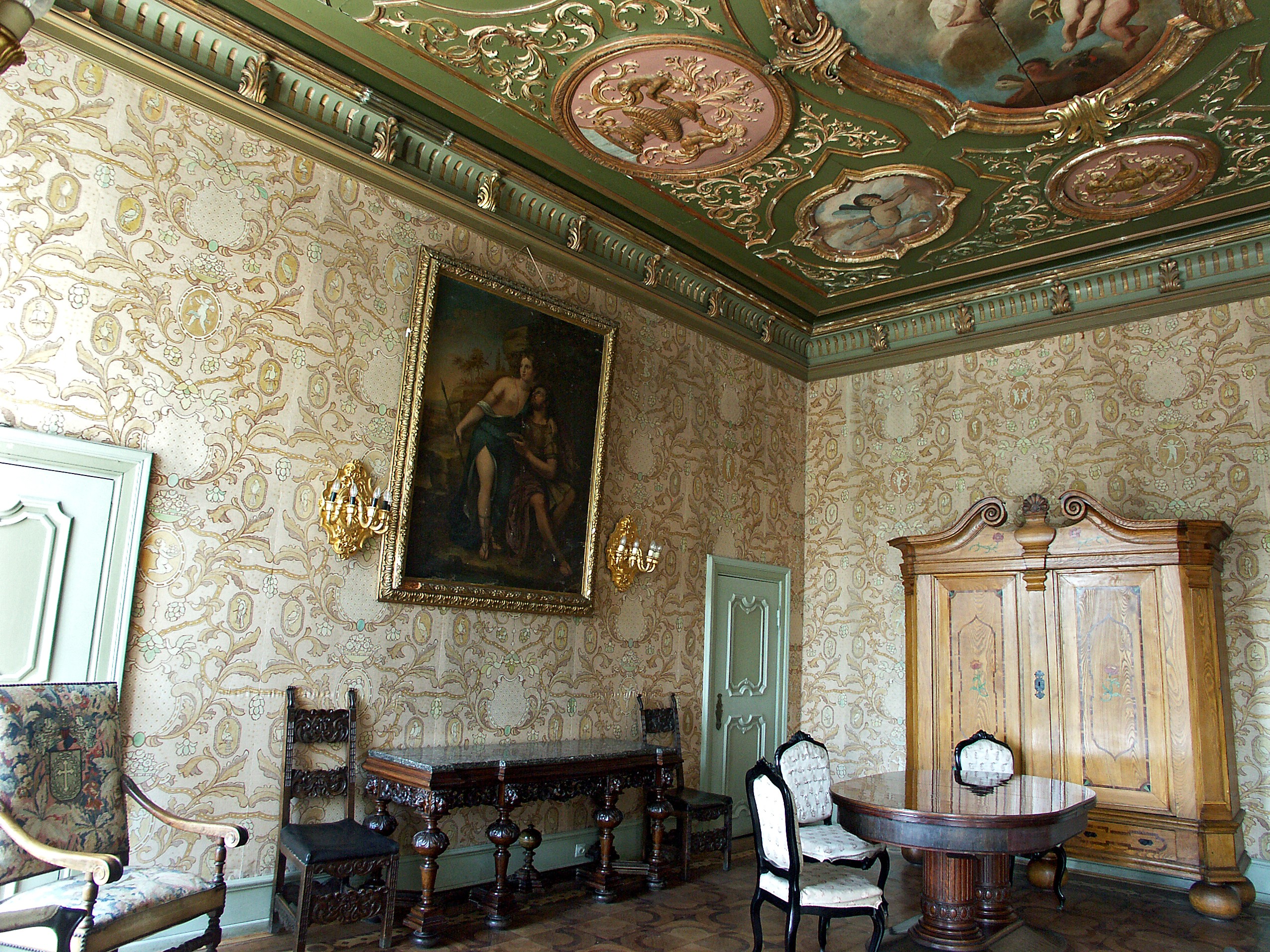
la Sala Verde